# Гай Попіллій Ленат
Гай Попіллій Ленат (лат. Gaius Popillius Laenas, д/н — після 158 до н. е.) — політичний та військовий діяч Римської республіки, консул 172 і 158 до н. е.

## Життєпис
Походив з впливового плебейського роду Попілліїв. Про перші кроки державної кар'єри мало відомостей. У 180 році до н.е. був членом колегії триумвірів щодо створення колонії Піза. У 176–175 роках до н. е. стає претором. У 172 році до н. е. при допомозі брата Марка обирається консулом (разом з Публієм Елієм Лігом). Займався завершенням військових дій в Лігурії.
У 169 році до н. е. Лената було відправлено послом до Македонії. По дорозі зупинився на о. Делос, де перечекав закінчення війни з Македонією. Після перемоги римлян під Підною Попіллій як римських посланців спрямував до царя Філіппа V Гая Децимія та Гая Гостілія, а сам рушив до Єгипту, куди на той час вдерся сирійський цар Антіох IV Селевкід. Своєю твердою позицією Ленат змусив сирійців залишити Єгипет (за легендою обвів дрючком коло навколо Антіоха, заявляючи що той не переступить його доки не погодиться). Після цього вплив Риму на Птолемеїв значно зріс.
У 158 році до н. е. вдруге обирається консулом (разом з Марком Емілієм Лепідом). Подальша доля не відома.

## Родина
Публій Попіллій Ленат, консул 132 року до н. е.